# Karl August Adolf von Krafft
Pour les articles homonymes, voir Krafft.
 (janvier 2023).
Karl August Adolf von Krafft (né le 9 novembre 1764 à Delitz am Berge et mort le 18 avril 1840 à Königsberg) est un général d'infanterie prussien et chef du 5e régiment de grenadiers.

## Biographie

### Origine
Il est le fils du major-général prussien August Christian Lebrecht von Krafft (de) (1740-1813) et de son épouse Johanna Karoline Rosine, née von Hünefeld de la branche de Limbach (née en octobre 1740 et morte le 3 février 1811 à Brieg). 

### Carrière militaire
Krafft s'engage le 30 mars 1778 comme caporal dans le 4e régiment d'infanterie (de) "Pelkowsky (de)" de l'armée prussienne. En 1787, il devient sous-lieutenant et en 1794/95, il participe à la campagne contre la Pologne en tant que premier lieutenant. Il combat, entre autres, pendant le siège de Varsovie et dans les batailles de Czekoczin et Sochaczew. Au début de 1796, il devient capitaine et en juin de la même année, adjudant général du maréchal Charles-Guillaume-Ferdinand de Brunswick-Wolfenbüttel. Le 22 août 1804, il devient commandant du bataillon de grenadiers « von Ebra » et reçoit un an plus tard, à l'occasion de la revue près d'Erfurt, l'ordre Pour le Mérite, la plus haute décoration prussienne pour bravoure. Au cours de la guerre de la Quatrième Coalition, Krafft est grièvement blessé le 14 octobre 1806 à la bataille d'Iéna.
Après une longue période de convalescence, Krafft devient d'abord commandant du bataillon de fusiliers lors de la formation du régiment d'infanterie de Colberg en août 1808, puis est promu commandant du 4e régiment d'infanterie prussien-oriental à Graudenz le 4 juillet 1809. En outre, depuis le 11 décembre 1809, il est également chargé de gérer les affaires en tant que commandant de la forteresse. Le 7 février 1810, il est promu lieutenant-colonel. En novembre 1811, il devient chef de l'infanterie de la brigade de Poméranie et en mai 1812, il est promu colonel. En mars 1813, Krafft devient commandant de la 6e brigade d'infanterie dans le corps de Bülow. En 1813, il combat avec distinction dans les batailles de Hoyerswerda (28 mai 1813) et de Gross Beeren (23 août 1813), Dennewitz (6 septembre 1813) et de Leipzig (du 16 au 19 octobre 1813). Pour ses services pendant les combats à Hoyerswerda, il reçoit la croix de fer de 2e classe et pour Dennewitz la croix de fer 1re classe. En septembre 1813, il est promu major général. Lors de la campagne d'automne de 1813 et de la campagne d'hiver de 1814, Krafft prend part aux batailles d'Arnhem (30 novembre 1813), de Breda et Herzogenbusch, au siège d'Anvers (janvier à mai 1814) et à la bataille de Laon (9 et 10 mars 1814) et se distingue à nouveau.
En mars 1815, il reçoit l'ordre russe de Sainte-Anne de 1re classe et, le 23 mars 1815, le commandement de la 6e brigade d'infanterie du 2e corps d'armée. Lors de la campagne d'été de 1815, il participe aux batailles de Ligny (16 juin 1815) et Waterloo (18 juin 1815) et à la bataille de Namur (20 juin 1815). Pour ses mérites lors des combats de Namur, il reçoit le 2 octobre 1815 l'ordre Pour le Mérite avec feuilles de chêne et l'ordre de l'Aigle rouge de 3e classe. En septembre 1815, il est nommé commandant de la brigade de Stettin et, un an plus tard, il est décoré de l'ordre de l'Aigle rouge de 2e classe avec feuilles de chêne. Le 30 mars 1817, il est promu lieutenant général et en mai de la même année, il est nommé commandant de Stettin. En septembre 1818, Krafft devient commandant de la 3e division d'infanterie. En 1822, il reçoit l'ordre de l'Aigle rouge de 1re classe avec feuilles de chêne et en juin 1825, il est nommé général commandant du 1er corps d'armée. Le 2 septembre 1826, il est nommé chef du 5e régiment de grenadiers et le 20 mars 1829, il est fait chevalier de l'ordre de l'Aigle noir, la plus haute distinction prussienne, par le roi Frédéric-Guillaume III pour ses longues années de service.
Le 26 mars 1832, Krafft est mis à disposition comme général d'infanterie avec une pension annuelle de 5000 thalers. Il meurt le 18 avril 1840 et est enterré le 25 avril 1840 dans le cimetière militaire de Königsberg.

### Famille
Krafft s'est marié le 1er février 1805 à Minden avec Helene Friederike von Dangries, veuve von Wieck (née le 14 février 1769 et morte le 24 mars 1846 à Königsberg).